# Лєпилов Олександр Павлович
Лєпилов Олександр Павлович (20 березня 1895 , Костромський повітd, Костромська губернія  — 14 травня 1953 , Москва ) — начальник Управління особливого будівництва (Особстроя) НКВС СРСР, генерал-майор (1943). Почесний громадянин міста Дубни (1997). Лауреат Сталінської премії 1-го ступеня.
Партстаж з 1926 р., чекстаж з 1939 р., освіта — вища (Московський інститут народного господарства імені Плеханова в 1925 р.)
У 1926 очолив будівництво Московського електрозаводу. З грудня 1929 керівник групи проектування заводу «Форд». З жовтня 1930 заступник завідувача будівельним відділом Мособлвиконкому. З грудня 1931 керуючий трестом «Мосшлакобетон», з січня 1933 директор Московського кераміко-плиткового заводу, з травня 1938 керуючий трестом обробно-будівельних матеріалів. З червня 1939 заступник народного комісара будівельних матеріалів РРФСР.

## Дати біографії
- з 22 вересня 1939 — заст. начальника ГУЛАГу НКВС СРСР;
- з 19 серпня 1940 — начальник Управління особливого будівництва і заст. начальника ГУЛАГу НКВС СРСР;
- з 26 лютого 1941 — начальник Управління таборів НКВС по будівництву Куйбишевських заводів;
- з 20 грудня 1945 — начальник УВТК і заст. начальника ГУЛАГу НКВС — МВС СРСР;
- з 20 серпня 1946 — начальник ВТТ та будівництва № 833 МВС (м. Кімри Калінінської області).

З 1946 в районі села Ново-іваньково керував будівництвом синхроциклотрона і селища вчених та фахівців гідротехнічної лабораторії АН СРСР, а також Об'єднаного інституту ядерних досліджень. Загинув в автокатастрофі в 1953 на трасі Москва - Дубни, похований на Новодівичому цвинтарі.

## Спецзвання
- з 22 квітня 1940 — старший майор гб;
- з 23 лютого 1943 — генерал-майор інженерно-технічної служби

## Нагороди
- орден Леніна (28 березня 1942, за будівництво оборонних заводів);
- орден Леніна (29 квітня 1943, за будівництво авіазаводів);
- орден Леніна (22 лютого 1946, за будівництво заводу № 443 Наркомату нафтової промисловості СРСР).